# RD Škofja Loka
Maillots
Le RD Škofja Loka est un club de handball, situé à Škofja Loka en Slovénie, évoluant en 1. A Liga. Le club a été nommé RD Termo ou RD Merkur pour des raisons de parrainage.
En 2011, il est dissous à cause de problèmes financiers. Un nouveau club est alors recréé en 2012 sous le nom de RD Loka 2012.

## Histoire
- ?: Fondation du RD Škofja Loka.
- 2011 : le club est quatrième de la 1. A Liga.
- 2011 : le club est en faillite
- 2012 : un nouveau club est recréé sous le nom de RD Loka 2012
- 2014 : le club remonte en 1. A Liga.

## Campagne européenne
Le parcours européen du club est :
| Saison    | Compétition    | Tour       | Date aller       | Club                     | Aller | Total | Retour | Club            | Date Retour      |
| --------- | -------------- | ---------- | ---------------- | ------------------------ | ----- | ----- | ------ | --------------- | ---------------- |
| 2004-2005 | Coupe de l'EHF | 3e tour    | 6 novembre 2004  | RD Merkur                | 32-29 | 67-61 | 31-37  | Metalurg Skopje | 13 novembre 2004 |
| 2004-2005 | Coupe de l'EHF | 1/8 finale | 4 décembre 2004  | SC Magdebourg            | 32-21 | 69-52 | 37-31  | RD Merkur       | 10 décembre 2004 |
| 2008-2009 | Coupe de l'EHF | 3e tour    | 15 novembre 2008 | RD Merkur                | 33-29 | 59-56 | 26-27  | Aon Fivers      | 22 novembre 2008 |
| 2008-2009 | Coupe de l'EHF | 1/8 finale | 11 février 2009  | TSV St. Otmar Saint-Gall | 35-27 | 62-50 | 27-23  | RD Merkur       | 21 février 2009  |

## Personnalités liées au club
- Darko Cingesar (en) : joueur de 2008 à 2011 et depuis 2021
- Jure Dolenec : joueur de 2004 à 2011
- Matej Gaber : joueur de 2008 à 2011
- Eliodor Voica : joueur de 1998 à 1999